# Szabó Árpád (atomkutató)
Szabó Árpád (Székelyudvarhely, 1913. december 11. – Kolozsvár, 2005. szeptember 5.) erdélyi magyar fizikai–kémiai szakíró, atomkutató, gimnáziumi tanár és egyetemi tanár, a Román Akadémia tagja. Szabó Hajnal férje.

## Életútja
Szülővárosában a Római Katolikus Főgimnáziumban érettségizett (1931), majd a kolozsvári I. Ferdinand Egyetem fizika–kémia–matematika szakán szerzett diplomát 1936-ban, a iaşi-i egyetem Ipari Kémia Karán pedig 1937-ben. A fizikai tudományok doktora címet Kolozsváron, a Ferenc József Tudományegyetemen 1943-ban, a kémiai tudományok doktora címet 1958-ban, a Bolyai Tudományegyetemen szerezte meg. 1937-től gimnáziumi tanár, előbb Zilahon a Wesselényi Kollégiumban, majd Sepsiszentgyörgyön a Székely Mikó Kollégiumban. 1940-től a kolozsvári egyetem Kémia Karán tanársegéd, 1944–45 között a budapesti Tungsram Művekben kutató, 1945-től a Bolyai Tudományegyetem tanára, 1956-tól 1980-ig, nyugdíjazásáig az Atomfizikai Intézet kutatója, kutatólaboratóriumának vezetője.

## Tudományos munkássága
Első tudományos közleménye Az elektromos távolbalátásról c. cikke volt (Ifjú Erdély, 1935/7). Későbbi szakdolgozataiban a geo-radioaktivitással, az ásványvizek, gázömlések radioaktivitásával, a radioaktív izotópok alkalmazásával foglalkozik. Számos szabadalom, újítás szerzője. Tudományos közleményeit magyarul az Acta Bolyaiana (1948), Hidrológiai Közlöny (1949), a Bolyai Tudományegyetem jubileumi Évkönyve (1956), Orvosi Hetilap (1957, 1960), Acta Chimica (1959), románul az Automatică şi Electronică (1961), Buletinul Ştiinţific al Acad. RPR Seria Matematică-Fizică (1954, 1956, 1957), Buletinul Ştiinţific al Univ. Babeş şi Bolyai (1957), Buletinul Ştiinţific al Institutului Politehnic Cluj (1962), Buletinul Ştiinţific al Institutului Politehnic Braşov (1963), Comunicările Academiei RPR (1956, 1961), Construcţii de Maşini (Bukarest, 1967), Igiena (Bukarest, 1968), Industria Uşoară (1960, 1962), Revista de Chimie (1969), Revista Medicală Internă (1963), Studii şi Cercetări Ştiinţifice ale Academiei RPR. Filiala Cluj (1953–57), Studii şi Cercetări de Chimie a Academiei RPR Filiala Cluj (1956–63), Studii şi Cercetări de Fizică (1965), Studii şi Cercetări de Geologie a Academiei RPR (1963, 1965), Studii şi Cercetări de Mecanică Aplicată (1965) közölte. Tudománynépszerűsítő cikkei az Ifjú Erdély, Korunk, A Hét, Művelődés és napilapok hasábjain jelentek meg.

## Egyetemi jegyzetei
- Általános kémia (társszerzők: Boda Gábor, Kiss Gabriella. Kvolozsvár, 1951)
- Általános kémiai praktikum (Kolozsvár, 1951)
- A kémiatanítás módszertana (Kolozsvár, 1953)

## Kötetei
- Studiu radiologic privind alimentarea cu apă potabilă a oraşului Dr. Petru Groza (Kolozsvár, 1967)
- Abundance research of radioisotops in mineral waters of Crişana district (társszerző I. Chereji, Kolozsvár, 1967)
- Ásványvizek és gázömlések a Magyar Autonóm Tartományban (társszerzők Bányai János, Schwartz Árpád, Soós István, Várhelyi Csaba, Bukarest, 1957)
- Hargita megye ásványvizeinek radioaktivitásáról (Bukarest, 1974)
- Ape şi gaze radioactive din RSR (Kolozsvár, 1978)
- Radioaktív ásványvizek és mofettagázok (Kolozsvár, 2005)

Több román nyelvű könyv szerzője, ill. társszerzője.